# 呂号第三十一潜水艦
|          | |
| 艦歴     | |
| 計画     | 大正7年度計画 |
| 起工     | 1921年9月25日 1924年12月20日再起工                                                                                |
| 進水     | 1923年2月15日 1926年9月25日再進水                                                                                 |
| 就役     | 1927年5月10日 |
| 除籍     | 1945年5月25日 |
| その後   | 1923年8月21日公試中に事故で沈没 1923年10月24日浮揚 1944年1月31日予備艦 1946年4月5日佐世保湾外で米軍により海没処分 |
| 性能諸元 | |
| 排水量   | 常備：852.3トン 水中：886.4トン                                                                                   |
| 全長     | 74.22m |
| 全幅     | 6.12m |
| 吃水     | 3.73m |
| 機関     | ズルツァー式ディーゼル2基 電動機、2軸 水上：1,200馬力 水中：1,200馬力                                             |
| 速力     | 水上：13kt 水中：8.5kt                                                                                            |
| 航続距離 | 水上：10ktで9,000海里 水中：4ktで85海里                                                                           |
| 燃料     | 重油 |
| 乗員     | 44名 |
| 兵装     | 12cm単装砲1門 53cm魚雷発射管 艦首4門 魚雷8本                                                                      |
| 備考     | 安全潜航深度：45.7m                                                                                               |

呂号第三十一潜水艦（ろごうだいさんじゅういちせんすいかん）は、日本海軍の潜水艦。呂二十九型潜水艦（特中型、海中5型）の3番艦。当初の艦名は第七十潜水艦。

## 艦歴
1921年（大正10年）9月25日、川崎造船所で起工。1923年（大正12年）2月15日進水。同年8月21日、公試中に淡路島仮屋沖2海里の地点で事故のため沈没。同年10月24日に浮揚され、一旦解体して、1924年（大正13年）12月20日に再起工。1926年（大正15年）9月25日に進水し、1927年（昭和2年）5月10日に竣工し、呂号第三十一潜水艦と命名され二等駆逐艦に類別。速力が13ノットに留まり、鎮守府の警備艦に配属された。1938年（昭和13年）6月1日、艦型名を呂三十型に改正。
太平洋戦争では日本近海の作戦に参加。1944年（昭和19年）1月31日予備艦となり、1945年（昭和20年）5月25日に除籍。終戦時は内海西部に船体残存。1946年（昭和21年）4月5日、向後岬沖で米軍により海没処分となる。

## 歴代艦長
※艦長等は『日本海軍史』第9巻・第10巻の「将官履歴」及び『官報』に基づく。

### 艤装員長
- （心得）池田晋 大尉：1923年4月20日[7] - 1923年12月5日[8]
- 吉富説三 少佐：1926年11月5日 - 1927年5月10日

### 艦長
- 吉富説三 少佐：1927年5月10日 - 1928年5月16日
- 中島千尋 少佐：1928年5月16日 - 1929年11月1日
- 阿部信夫 少佐：1929年11月1日[9] - 1930年12月1日[10]
- 寺岡正雄 少佐：1930年12月1日[10] - 1932年10月5日[11]
- 都築登 大尉：1932年10月5日[11] - 1934年3月20日[12]
- （兼）江見哲四郎 大尉：1934年3月20日 - 11月1日
- （兼）中川肇 大尉：1934年11月1日[13] - 1934年12月15日[14]
- （兼）吉村巌 中佐：1942年1月15日[15] - 1942年1月31日[16]
- 下瀬吉郎 少佐：1942年1月31日[16] -